# シャヒード・ダストゲルディ・スタジアム
シャヒード・ダストゲルディ・スタジアム(ペルシア語: ورزشگاه شهيد دستگردی、英: Shahid Dastgerdi Stadium)は、イランの首都テヘランにある多目的スタジアムである。

## 概要
2002年に設立された。収容人数は8,250人。スタジアムの名称はイラン・イラク戦争の死傷者の名前から採られた。主にサッカーの試合に用いられる。当初はパス・テヘランFCとスティール・アジンFCのホームスタジアムとして建設されたが、スティール・アジンのセムナーンへの移転に伴い、ホームスタジアムとして使用されることはなくなった。（パス・テヘランは2007年に解散）解散したパス・テヘランの名前を取り、パス・スタジアムと呼ばれることもある。
現在はテヘラン最大のスタジアムであるアザディ・スタジアムを使用するほどには観客が入らない場合などの用途に用いられ、イランサッカーリーグに所属するエステグラルFCが練習場として使用している他、U-20サッカーイラン代表のホームスタジアムとしても用いられている。
2012年、AFC U-16選手権2012の会場として使用される。

## 交通アクセス
ラーフ・アーハン・スタジアムの隣にある。メヘラーバード国際空港よりタクシーで約2-3分。